# Siège de Medemblik (1517)

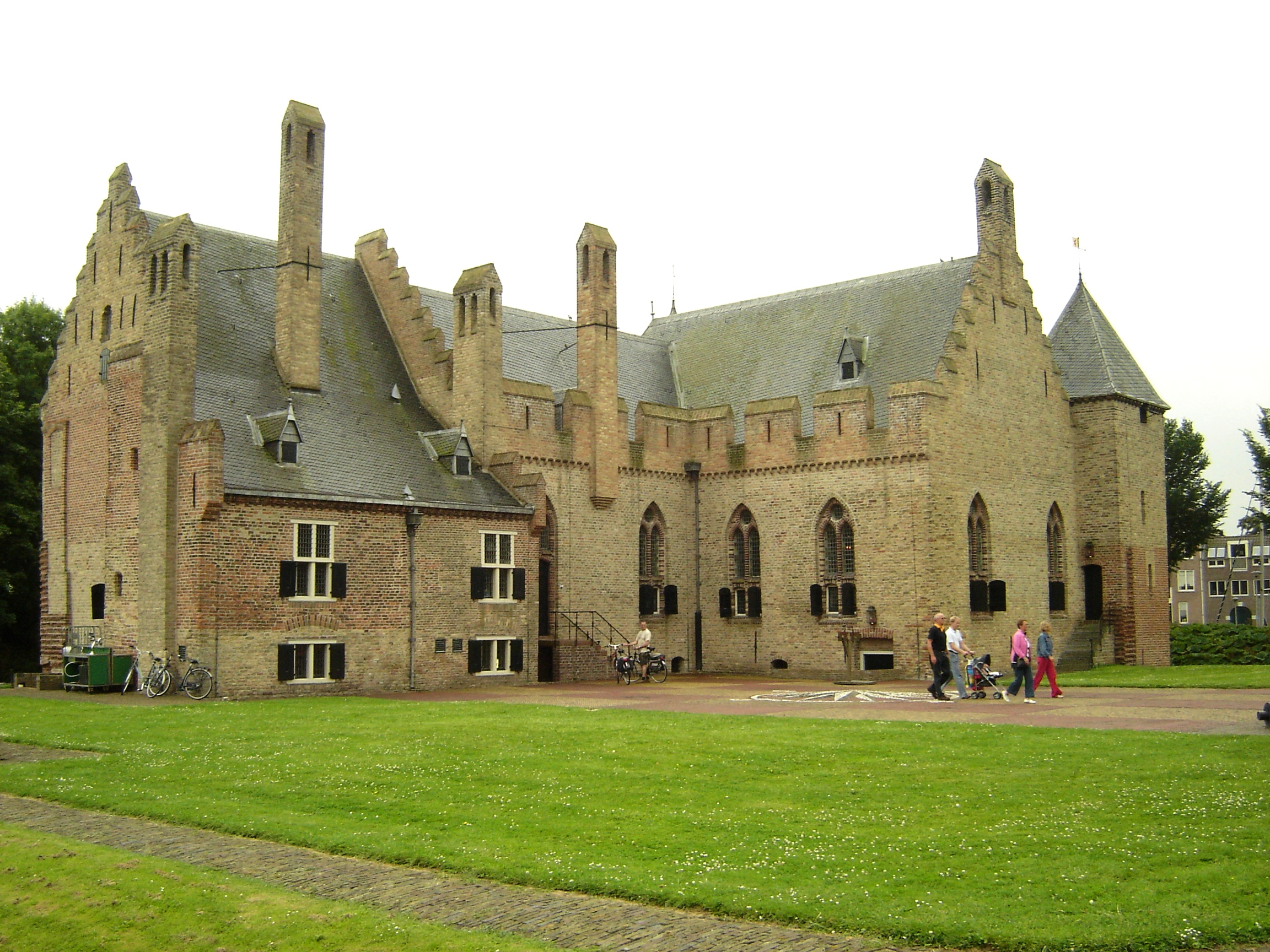
Le château Radboud à Medemblik aujourd'hui.

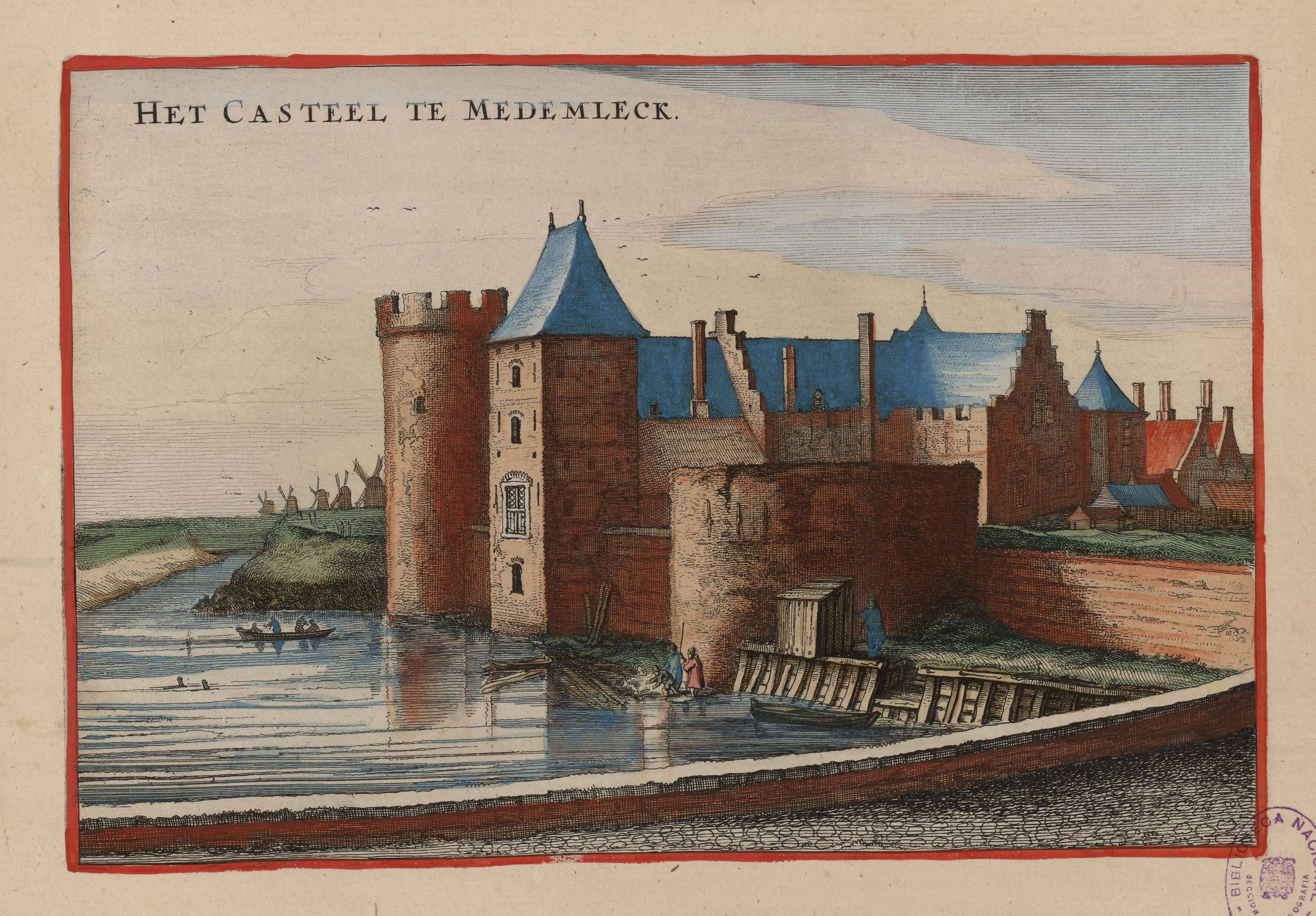
Le château bien plus imposant en 1649 par J. Blaeu.

Le (second) siège de Medemblik a eu lieu en 1517. La ville avec le château de Medemblik ont été assiégés pour la deuxième fois depuis 1351.

## Situation
Cette fois, ce sont Pier Gerlofs Donia dit Grote Pier et Wijerd Jelckama dit Grote Wierd qui ont assiégé la cité avec leur Arumer Zwarte Hoop (aussi appelé les Frisons de Gueldre). Cependant, les assiégeants n'ont pas réussi à pénétrer dans le château, dont le seigneur (et vogt) Joost van Buren (nl) avait laissé entrer les habitants de la cité, pour protéger bon nombre d'entre eux de la menace d'une sinistre fin.
De nombreuses maisons en bois, telles que les villes étaient constituées alors, ont été pillées puis brûlées. Le fait que le bilan des morts ait pu être limité est dû aux actions du seigneur Van Buren.

## Siège
Les troupes de Grote Pier et de Grote Wierd, appelées Zwarte Hoop, seraient apparues avec diverses compagnies à Wervershoof le 24 juin 1517. Le nombre de soldats de cette force semble avoir été assez important.
Parmi eux se trouvaient des mercenaires frisons et gueldrois dirigés par le seigneur de guerre Johan van Selbach. Cette armée mercenaire était en grande partie composée d'agriculteurs, de bandits de grand chemin, de marins, de nobles pauvres et d'autres exilés. La cité de Medemblik a été rapidement conquise et les habitants qui n'ont pas réussi à se mettre en sécurité ont été soit tués, soit emprisonnés puis relâchés bien plus tard, contre paiement d'une rançon pour les plus riches.
Une partie de la population civile a pu s'enfuir vers le château voisin, où le seigneur Joost van Buren et la garnison ont pu se défendre contre Grote Pier et ses alliés jusqu'à ce qu'ils abandonnent le siège et quittent les lieux.

## Conséquences
Lorsque les insurgés sont partis, la ville était en feu. La seule chose qui ait été préservée est la tour de l'église Boniface (Bonifaciuskerk), qui devait être complètement reconstruite en 1556, et le château, avec la population qui s'y cachait sous la protection du vogt de Buren. Comme presque tous les bâtiments d'alors étaient encore construits en bois, la ville a été complètement rasée par les flammes.
Les environs ont également été soumis au pillage par les assaillants. Ce n'est qu'à Oostwoud que les pillages ont été empêchés, le curé du village achetant les pillards. Les dégâts étaient énormes et il a fallu des années pour les réparer.

## Sources
- (nl) Cet article est partiellement ou en totalité issu de l’article de Wikipédia en néerlandais intitulé « Beleg van Medemblik (1517) » (voir la liste des auteurs).